# شهرآورد ابدی فوتبال بلغارستان
شهرآورد ابدی فوتبال بلغارستان (انگلیسی: Eternal Derby of Bulgarian Football) یا به‌طور ساده‌تر شهرآورد ابدی (انگلیسی: Eternal Derby) مسابقهٔ فوتبال بین دو تیم لفسکی صوفیه و زسکا صوفیه می‌باشد.
این دو تیم محبوب‌ترین و موفق‌ترین باشگاه‌های بلغارستان محسوب می‌شوند و رقابت زیادی بین این دو تیم نیز وجود دارد.